# رخصة قيادة

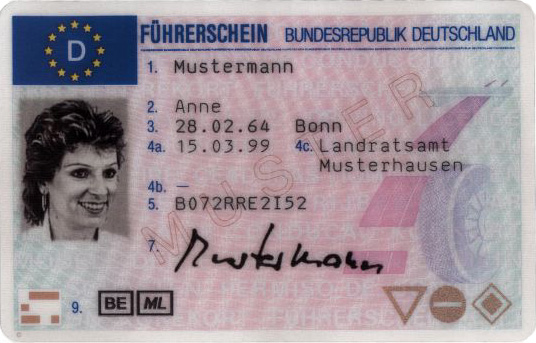
إجازة سياقة للإتحاد الأوروبي - النسخة الألمانية - الواجهة
1. اللقب
2. الأسماء الأولى
3. تاريخ ومكان الولادة
4a. تاريخ الإصدار
4b. تاريخ النفاذ
4c. الجهة المصدّرة
5. رقم الإجازة
7. توقيع حامل الإجازة
9. الأقسام

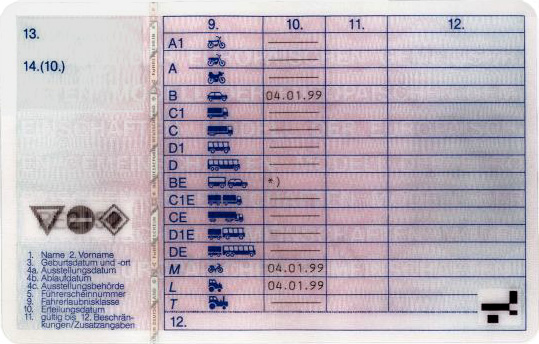
الجهة الثانية للنسخة الألمانية
9. أقسام الإجازة
10. تاريخ إصدار القسم
11. تاريخ نفاذ القسم
12. التحديدات

رخصة أو إجازة أو تصريح السياقة أو القيادة هي عبارة عن وثيقة رسمية تسمح لحاملها بقيادة سيارة (أو شاحنة، أو حافلة) أو دراجة نارية. في بعض الدول، يتم إصدار الإجازة بعد نجاح المستلم بامتحان قيادة، وفي دول أخرى يحصل الشخص عليها قبل البدأ بتعلم القيادة. هناك العديد من الأقسام للإجازات تحدد الحامل بنوع السيارة التي يمكن قيادتها. نسبة صعوبة امتحان السياقة تختلف من بلد إلى بلد بصورة كبيرة، وهناك العديد من المطاليب المختلفة كالعمر ونسبة التدريب المطلوبة.

واجهة رخصة قيادة سعودية
. الاسم باللغتين العربية والإنجليزية
. الرقم المدني
. تاريخ انتهاء الرخصة
. تاريخ الميلاد
. القيود على السائق
. نوع الرخصة
. فصيلة الدم والهاتف
. الباركود
. الصورة

الجهة الثانية لرخصة السياقة السعودية
. رقم الرخصة
. بيان القيود
. الشريط المغناطيسي

## الأسماء
- في لبنان: دفتر سوق السيارات أو دفتر سواقة[1]
- في العراق :إجَازة سَوْق [2]
- في سوريا: رخصة قيادة
- في البحرين والكويت: رخصة سَوْق